# Rio do Peixe (afluente do rio Pardo)
O rio do Peixe é um rio brasileiro. Sua nascente é entre os municípios de Divinolândia (Estado de São Paulo) e Poços de Caldas (Estado de Minas Gerais), na chamada Serra da Fumaça, atravessa para o estado de São Paulo, onde tem o seu maior trajeto, na localidade chamada de Campestrinho e segue na direção noroeste atravessando Divinolândia na rodovia SP-344 e segue até São José do Rio Pardo onde desagua no rio Pardo sendo seu afluente pela margem sul. Seu trajeto é bem menor que o seus homônimos, provavelmente não chegue a 50 quilômetros.